# کانسنتریکس
کانسنتریکس (انگلیسی: Concentrix) شرکت خدمات حرفه‌ای آمریکایی است، که در سال ۱۹۸۳ تأسیس شد.